# Aleksandr Melentiev
Pour les articles homonymes, voir Melentiev.
Aleksandr Remmovitch Melentiev (en russe : Александр Реммович Мелентьев), né le 27 juin 1954 à Penza (RSFS de Russie), et mort le 16 février 2015 à Bichkek (Kirghizistan), est un tireur sportif soviétique des années 1980.

## Palmarès
Aleksandr Melentiev remporte la médaille d'or aux Jeux olympiques d'été de 1980 à Moscou au tir au pistolet  à 50 mètres et 60 coups, avec un record du monde de 581 points. Il participe aussi aux Jeux olympiques d'été de 1988 à Séoul, terminant à la douzième place.